# Gladys Misick Morrell
Gladys Morrell, född 1888, död 1969, var en bermudansk kvinnorättsaktivist. Hon var en ledande aktivist i kampanjen för rösträtt för kvinnor på Bermuda. 
Gladys Misick Morrell var dotter till Terence Misick, ledamot i Bermudas Colonial Parliament. Hon gifte sig med British Navy officer Lt. Commander John Morrell den 20 april 1926. 
Hon utbildades vid Bermuda High School for Girls, North London Collegiate School och London University. Hon tog examen 1911 som en av första personer från Bermuda att ta examen vid ett universitet. I Storbritannien deltog Misick Morrell i den brittiska rösträttsrörelsen som medlem i National Union of Women’s Suffrage Societies. Under första världskriget arbetade hon vid röda korset i Frankrike.  
Kampanjen om kvinnlig rösträtt på Bermuda inleddes med ett offentligt tal av Gladys Misick Morrell 1918. Bermuda var en brittisk koloni och rösträtt för kvinnor infördes i Storbritannien 1918, men denna reform infördes inte automatiskt i de brittiska kolonierna som ofta hade separata rättssystem. 1923 grundades Bermuda Woman’s Suffrage Society, där Morrell blev sekreterare och en ledande kraft. 
År 1930 lämnade Bermuda Woman’s Suffrage Society fram en petition till den brittiska regeringen och bad om att en kommission skulle tillsättas, och påpekade att av en befolkning på 30,884 kunde endast 1,377 män rösta. 1931 mötte Morrell också Lord Passfield, Secretary of State for the Colonies, i London. Den brittiska regeringen uppmanade Bermuda att överväga frågan. 21 april 1944 passerade reformen slutligen genom Bermudas parlament efter en tre timmar lång debatt, och blev lag 15 maj samma år. 
Hon blev den första kvinnliga lokalpolitikern när hon valdes till Sandys Parish Vestry lokala parlament 1946. 
Hon grundade Somerset Lawn Tennis Club och Bermuda Welfare Society 1925. 